# 上海仙鹤园墓园
上海仙鹤园墓园（简称仙鹤园）是中華人民共和國上海市闵行区仙鹤路588号的一座公墓，占地近四百亩，园区分为北园和南园，创建于1988年7月，属于上海市一级公墓。